# Метрополітен Тегу
Метрополітен Тегу — система ліній метрополітену південнокорейського міста Тегу. Третій за часом відкриття та розміром метрополітен в країні після Сеульського та Пусанського.

## Історія
Будівництво Першої лінії розпочалося 7 грудня 1991 року. Початкова ділянка «Чангангно» — «Чінчхон» довжиною 10,3 км з 14 станціями відкрилася у 1997 році, у наступному році на лінії були відкриті ще 15 станцій. Будівництво Другої лінії розпочалося у 1996 році, початкова ділянка була відкрита у 2005 році. Третю лінію спочатку передбачалося побудувати за технологією використаною на Четверті лінії Пусанського метро, але через фінансові проблеми було прийняте рішення побудувати її монорейковою. Будівництво лінії монорейки розпочалося 24 липня 2009 року, лінію було відкрито у 2015 році.

## Лінії
| №                               | Дата відкриття    | Останнє продовження | Кількість станцій | Кінцеві станції                             | Довжина в км | Кількість підземних станцій | Примітки                                                    |
| ------------------------------- | ----------------- | ------------------- | ----------------- | ------------------------------------------- | ------------ | --------------------------- | ----------------------------------------------------------- |
| Перша лінія (Метрополітен Тегу) | 26 листопада 1997 | 2016                | 32                | «Сольхва-Мьонгкок»-«Ансім»                  | 28,4         | 32                          | Через пожежу непрацювала з 18 лютого по 21 жовтня 2003 року |
| Друга лінія (Метрополітен Тегу) | 18 жовтня 2005    | 2012                | 29                | «Мун'янг»-«Університет Йонгнам»             | 31,4         | 28                          |                                                             |
| Третя лінія (Метрополітен Тегу) | 23 квітня 2015    | —                   | 30                | «Університетська лікарня Чхільгок»-«Йонгчі» | 23,9         | —                           | Повністю естакадна монорейкова лінія                        |

## Станції
Переважна більшість станцій побудована з береговими платформами. Спочатку станції не були обладнані захисними дверима що відділяють платформу від потяга, але почінаючі з середини 2000-х почалася поєтапна реконструкція станцій. До травня 2017 року всі станції були обладнані скляними станційними дверима що зробило їх станціями закритого типу. На відміну від перших двох ліній, станції монорейкової Третьої лінії одразу будувалися зі станційними дверима заввишки приблизно метр.

## Надзвичайні події
- При будівництві метро на одній зі станцій в 1995 через вибух газової магістралі сталася пожежа, загинуло більше 100 людей і ще близько 100 отримали різні поранення.
- У 2003 через підпал душевнохворим вагону метро на станції «Чангангно», сталася одна з найбільших у світі катастроф в метрополітені — сильна пожежа[en], що забрала близько 200 життів та здоров'я ще близько 150 осіб. Пожежа швидко охопила всі шість вагонів потягу та перекинулася на прибувший на протилежну колію. Пожежа повністю знищила два потяги та серйозно пошкодила конструкції станції, після цього функціонування єдиної на той час лінії метро було припинено на кілька місяців.

## Перспективи
Кільцева четверта лінія планується у вигляді автоматизованого легкого метро.
Розглядається також пропозиція продовжити першу лінію на схід в сусіднє місто Кенсан.

## Галерея

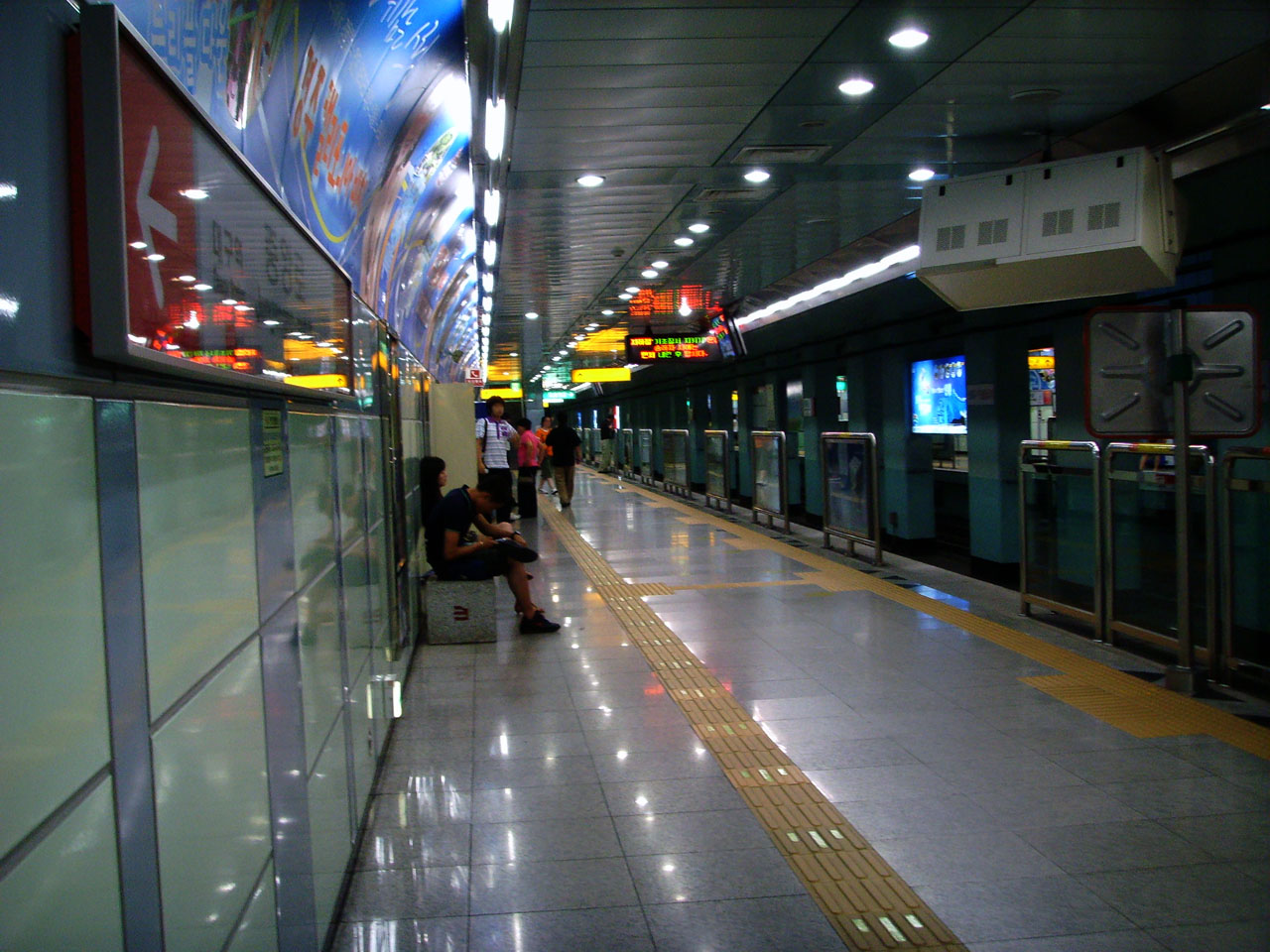
Підземна станція «Чангангно»
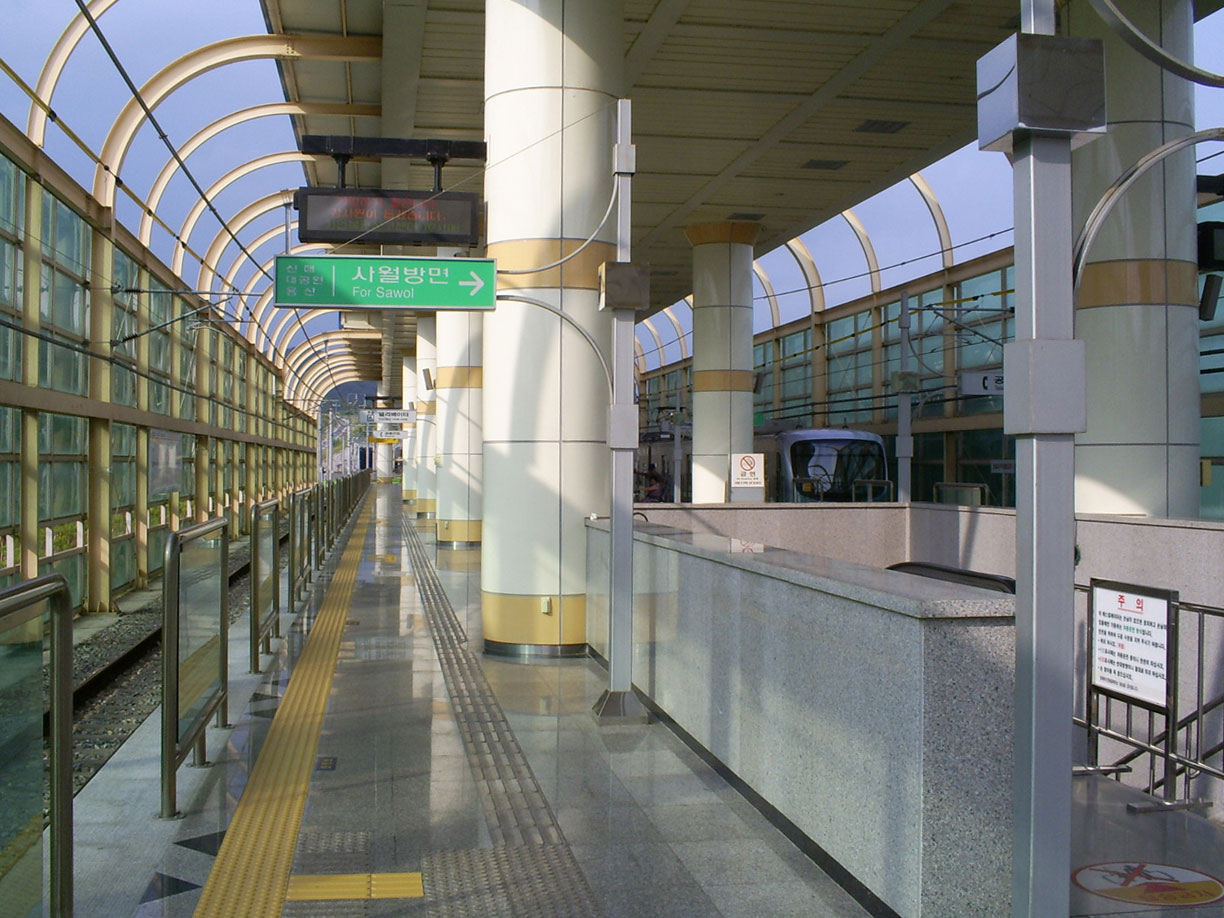
Наземна станція «Мун'янг»
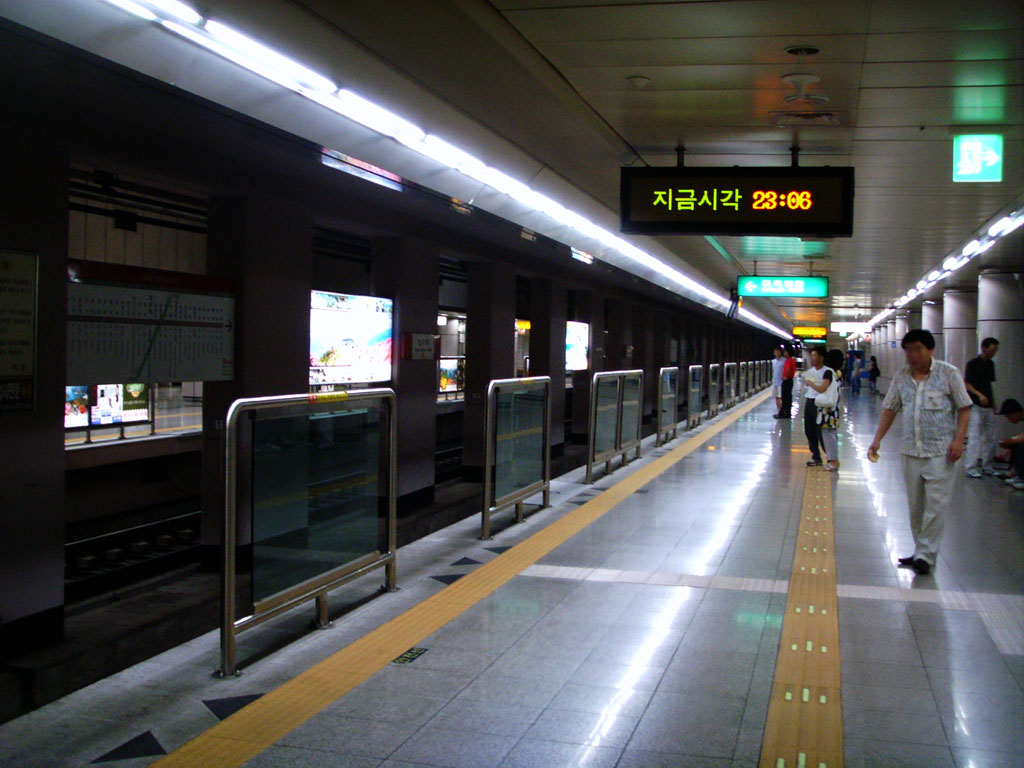
Огорожа платформи від шляхів
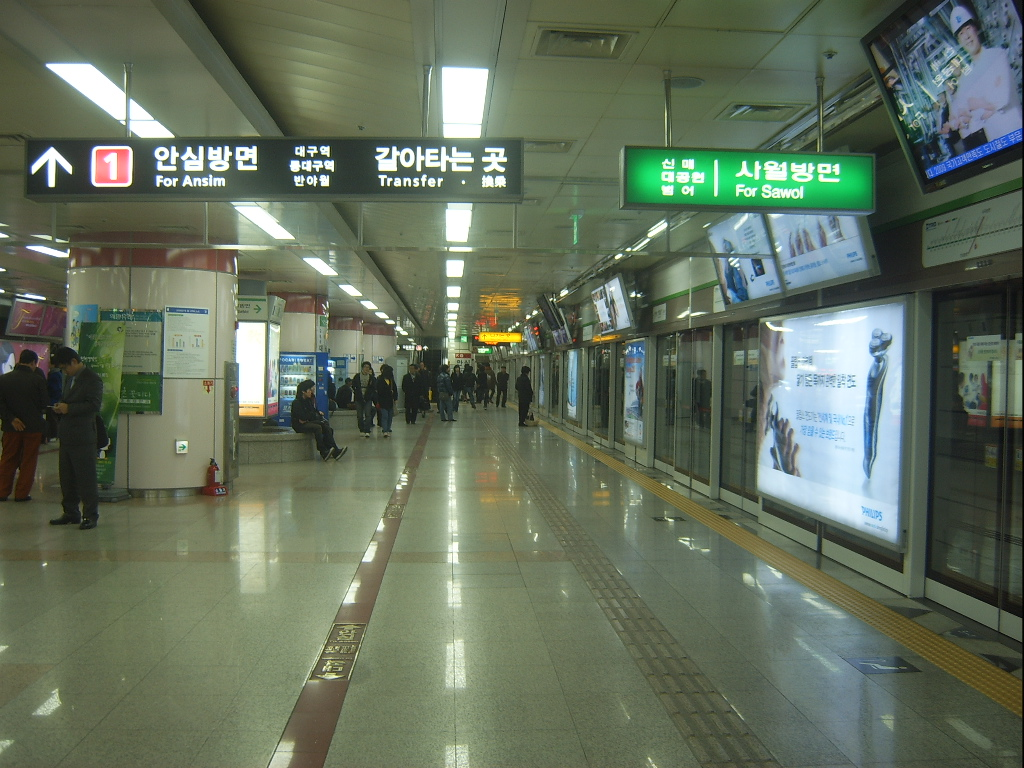
Платформні станційні покажчики та реклама
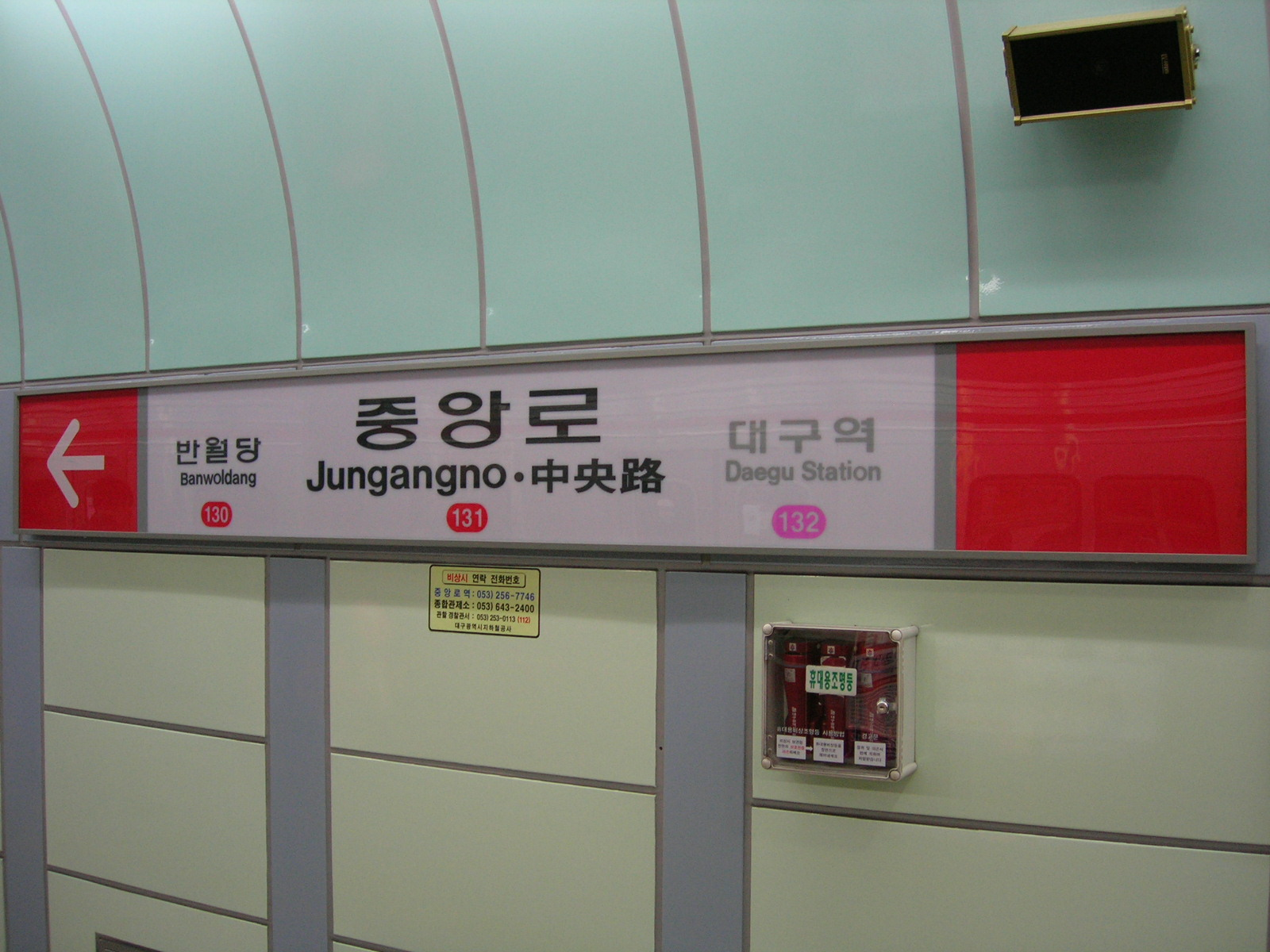
Колійні станційні покажчики
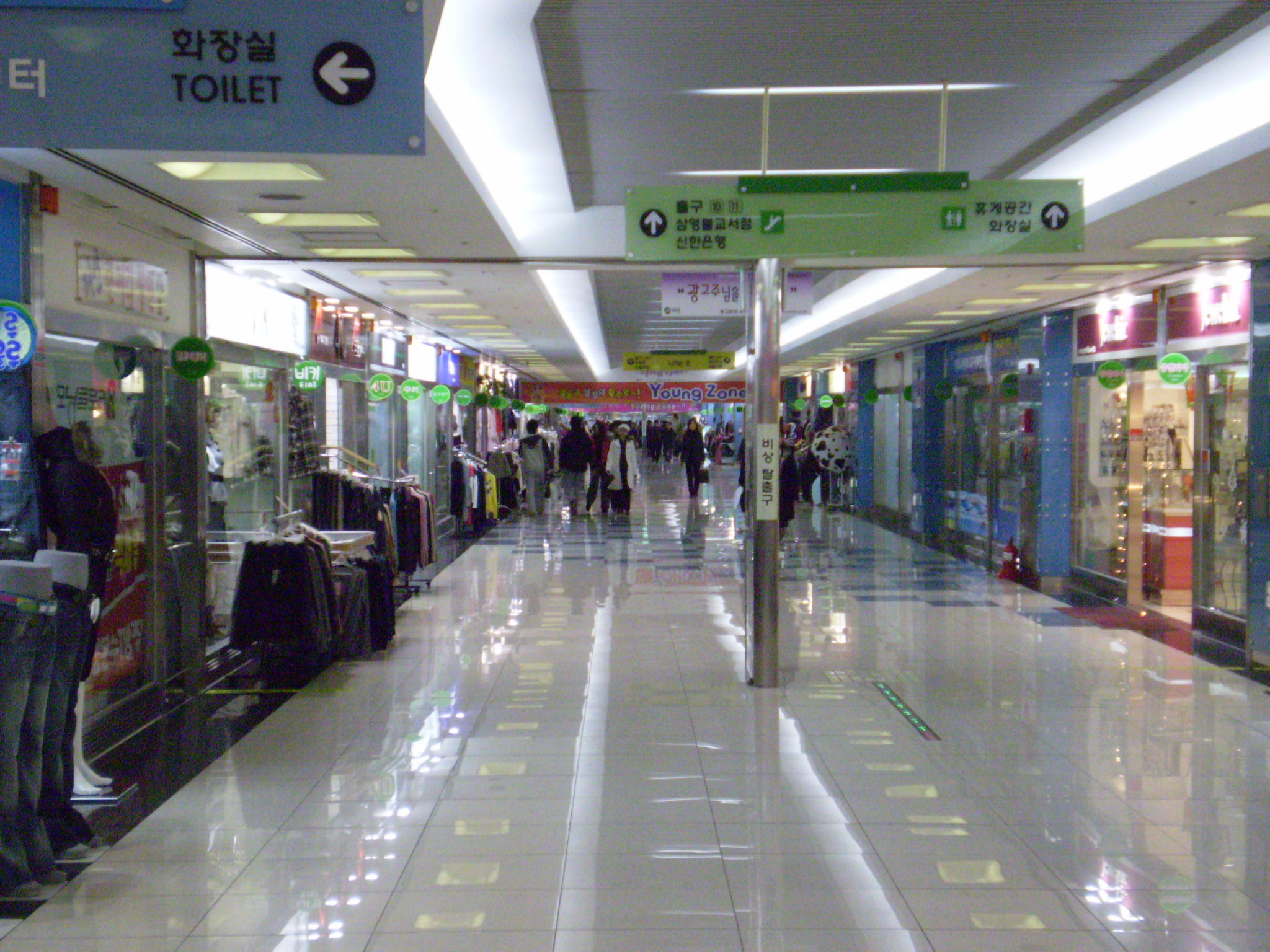
Підземна торгова галерея при станції «Банвольданг»
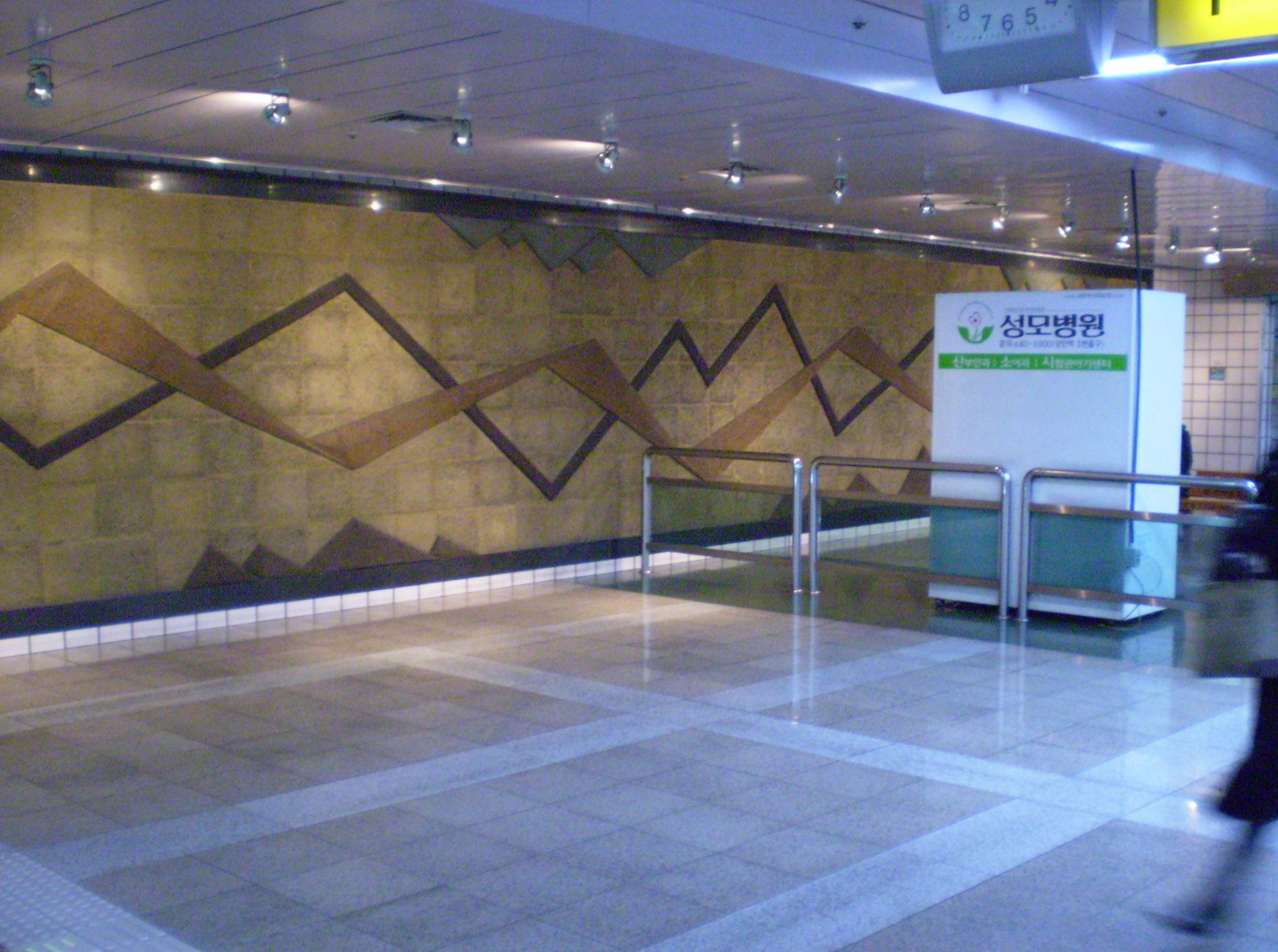
Оформлення стін вестибюлів
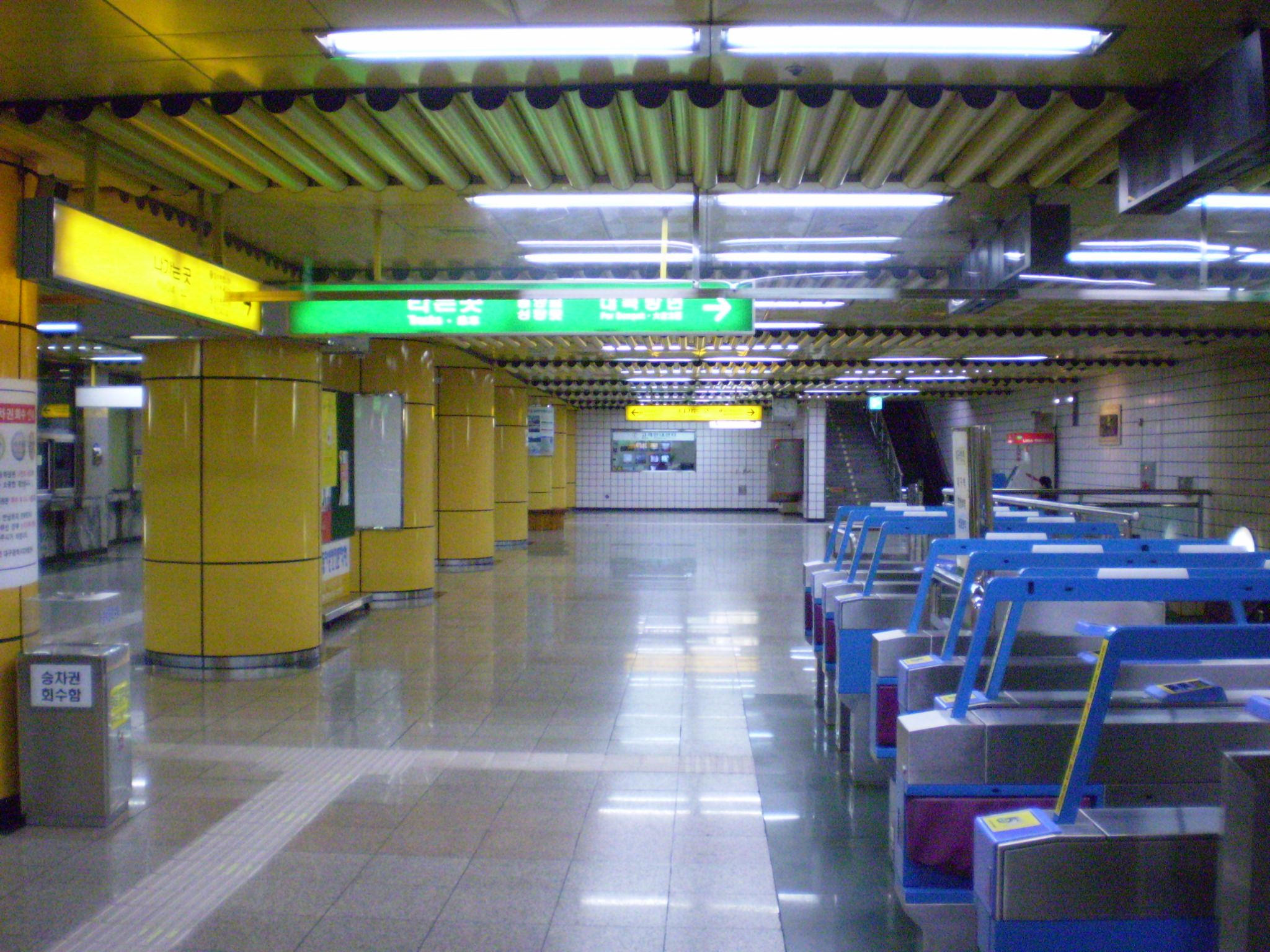
Турнікети у вестибюлі
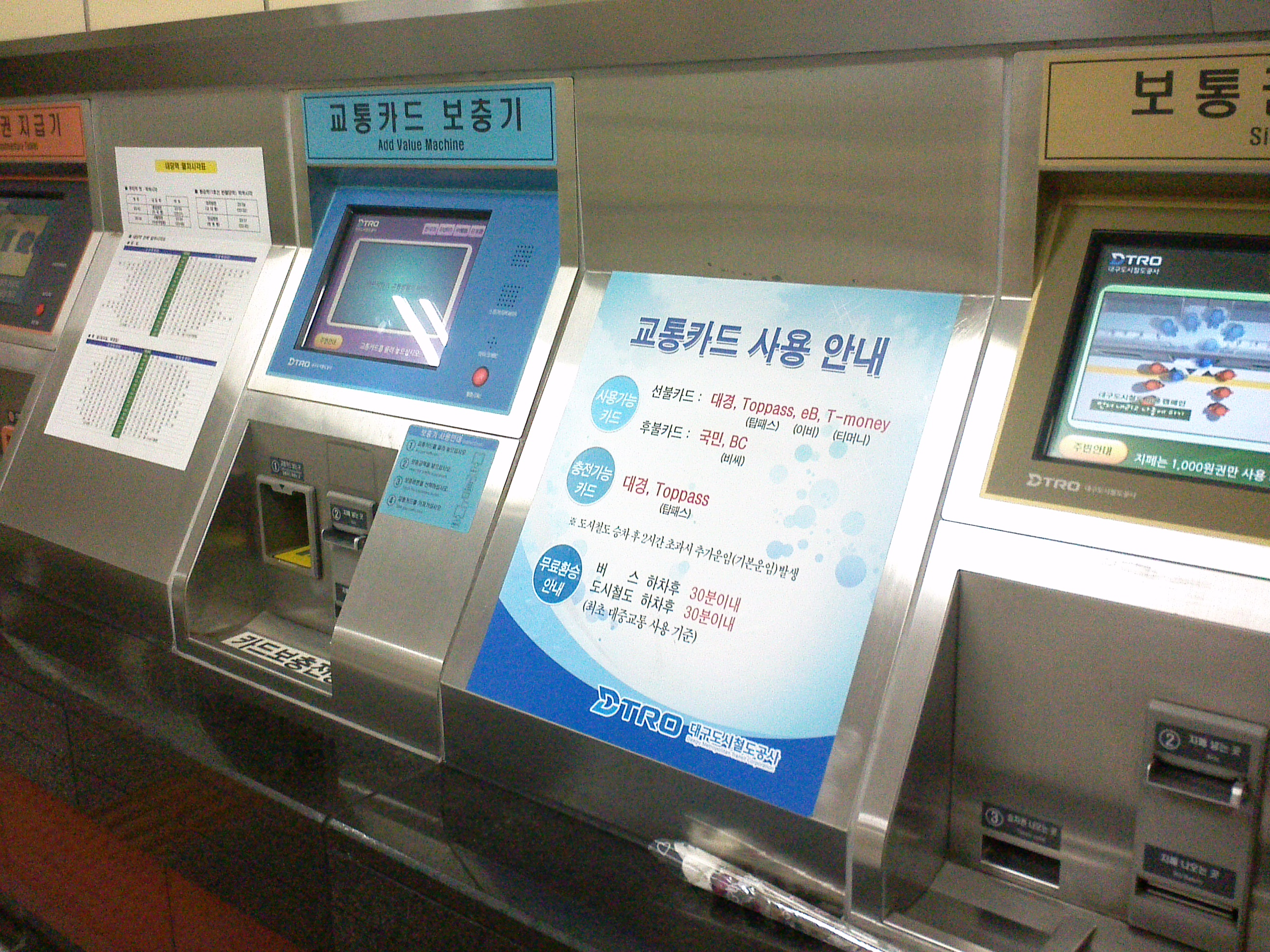
Квиткові автомати
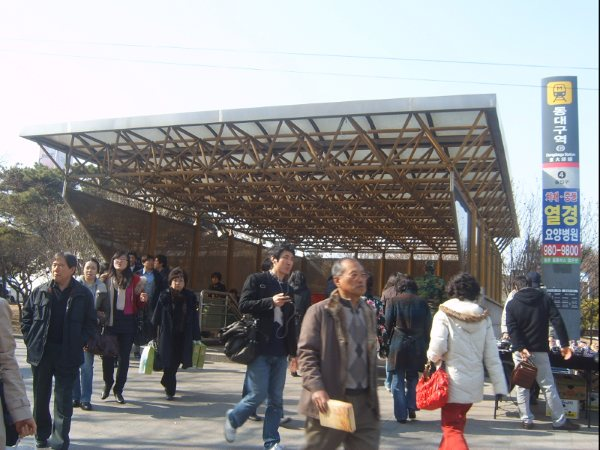
Павільйонний вуличний вхід і покажчик
Станція «Ринок Мечхон»
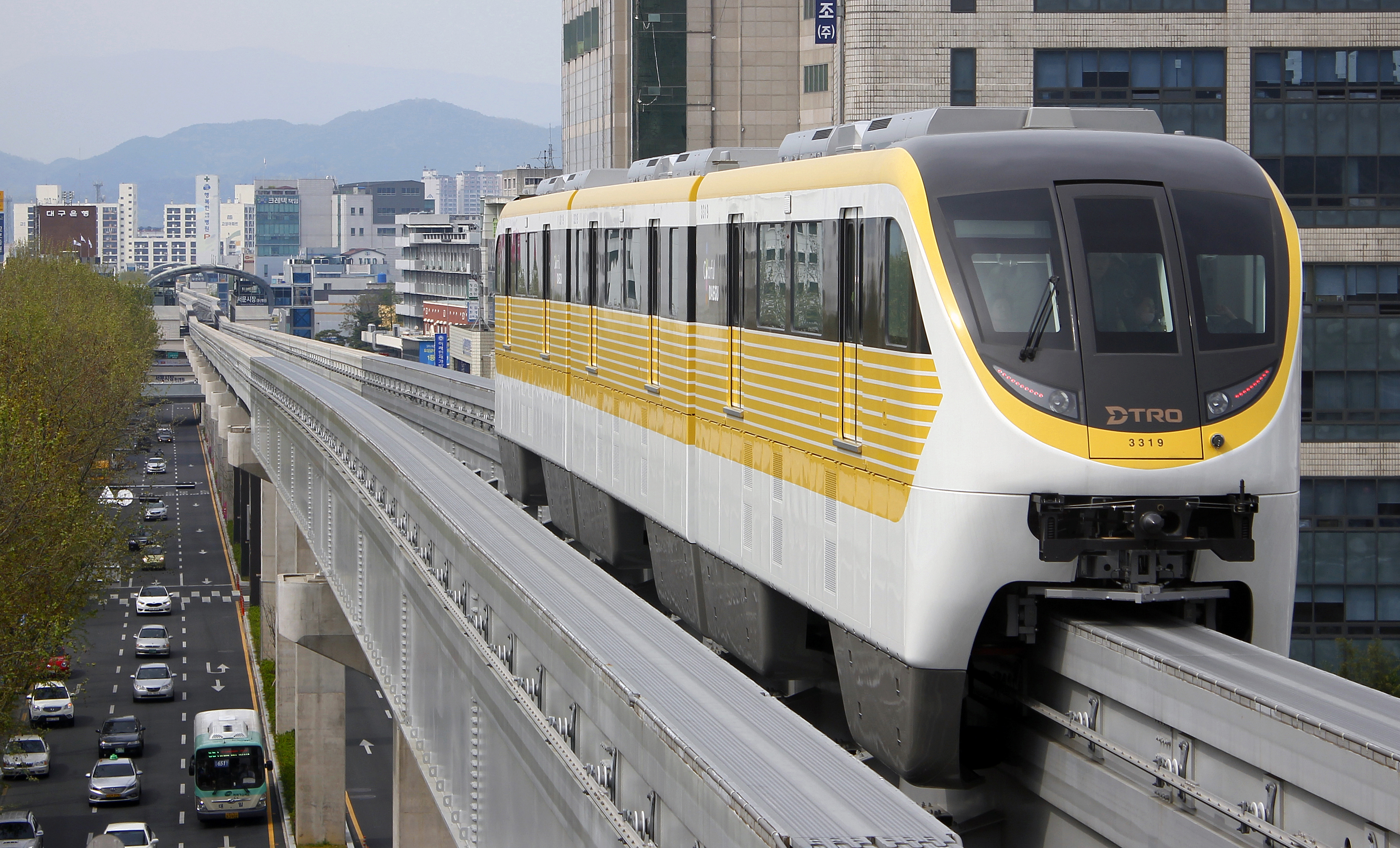
Третя лінія метро Тегу